# L'Enfant du divorce
Pour plus de détails, voir Fiche technique et Distribution.
L'Enfant du divorce (Teenage Rebel) est un film américain réalisé par Edmund Goulding sorti en 1956.

## Synopsis
Nancy Fallon, nouvellement remariée, n’a eu aucun contact avec sa fille Dodie depuis qu’elle a quitté son ex-mari il y a huit ans. Elle a désormais à nouveau la garde grâce à son mariage et va essaier de regagner la confiance et l’amour de sa fille.

## Fiche technique
- Titre : L'Enfant du divorce
- Titre original : Teenage Rebel
- Réalisation : Edmund Goulding
- Scénario : Charles Brackett, Edmund Goulding et Walter Reisch d'après une pièce de Edith R. Sommer
- Production : Charles Brackett
- Société de production et de distribution : 20th Century Fox
- Musique : Leigh Harline
- Photographie : Joseph MacDonald
- Montage : William Mace
- Direction artistique : Jack Martin Smith et Lyle R. Wheeler
- Décorateur de plateau : Stuart A. Reiss et Walter M. Scott
- Costumes : Charles Le Maire et Mary Wills
- Pays d'origine : États-Unis
- Langue : anglais
- Format : Noir et blanc - 35 mm - 2,35:1 - Son : 4-Track Stereo (Westrex Recording System)
- Genre : Drame
- Durée : 94 minutes
- Date de sortie :
  - États-Unis : 1er novembre 1956

## Distribution
- Ginger Rogers : Nancy Fallon
- Michael Rennie : Jay Fallon
- Mildred Natwick : Grace Hewitt
- Rusty Swope : Larry Fallon
- Lili Gentle : Gloria
- Louise Beavers : Willamay
- Irene Hervey : Helen Sheldon McGowan
- John Stephenson : Eric McGowan
- Betty Lou Keim : Dorothy 'Dodie' McGowan
- Warren Berlinger : Dick Hewitt
- Diane Jergens : Jane Hewitt